# Besturingsketen van het spoorverkeer

Besturingsketen spoorverkeer

Een besturingsketen is een logische volgorde van sturende activiteiten die nodig is om een uitvoerende activiteit te besturen. Een besturingsketen geeft idealiter niet alleen informatie en aanwijzingen van boven naar beneden door, maar ook andersom. Een wijziging van de eisen die gesteld worden aan een uitvoerende activiteit kan ook gevolgen hebben voor de besturingsketen. Met andere woorden: idealiter heeft iedere schakel in de besturingsketen ook een terugkoppeling met de bovenliggende schakels. Dit is ook het geval bij de besturingsketen van het spoorverkeer. Daar gaat dit artikel over.

## De onderdelen van de besturingsketen
Bij de spoorwegen beschrijft de besturingsketen de sturende activiteiten die nodig zijn om een treindienst, een vervoerdienst, uit te voeren. De sturingsketen van het de spoorwegen wordt wel zes clusters van sturende activiteiten uitgesplitst:
- De keuze van het spoorwegsysteem
- Het ontwerp en de aanleg van de infrastructuur
- Het maken van de dienstregeling
- De spoorverkeersleiding
- Het instellen van rijwegen
- Het besturen van de trein

Deze zes clusters hangen met elkaar samen. Het bovenste cluster van activiteiten is sturend voor de vervolgactiviteiten. Terugkoppeling is ook denkbaar. Voordelen, wensen of problemen in een bepaalde cluster kan soms het beste opgelost worden door iets aan te passen in de cluster erboven. Een voorbeeld daar van is de ombouw van de spoorlijn Rotterdam – Schiedam van een hoofdspoorlijn naar een stadsspoorweg. De vraag naar zitplaatscapaciteit nam zo sterk toe dat de hoofdspoorlijn niet meer aan de vervoervraag kon voldoen. De infrastructuur kon niet de vervoercapaciteit bieden die de dienstregelingmakers vroegen. Vergroting van de capaciteit (meer infrastructuur) was een oplossing. Dat zou een oplossing geweest zijn in het cluster boven het cluster dienstregeling maken. Een andere oplossing was de spoorlijn om te bouwen naar een ander spoorsysteem, een metroachtige stadsspoorweg. Dat was een oplossing in het bovenste cluster van de besturingsketen. Ook de Zoetermeerlijn en de Hofpleinlijn hebben deze ombouw meegemaakt.

### Keuze spoorwegsysteem

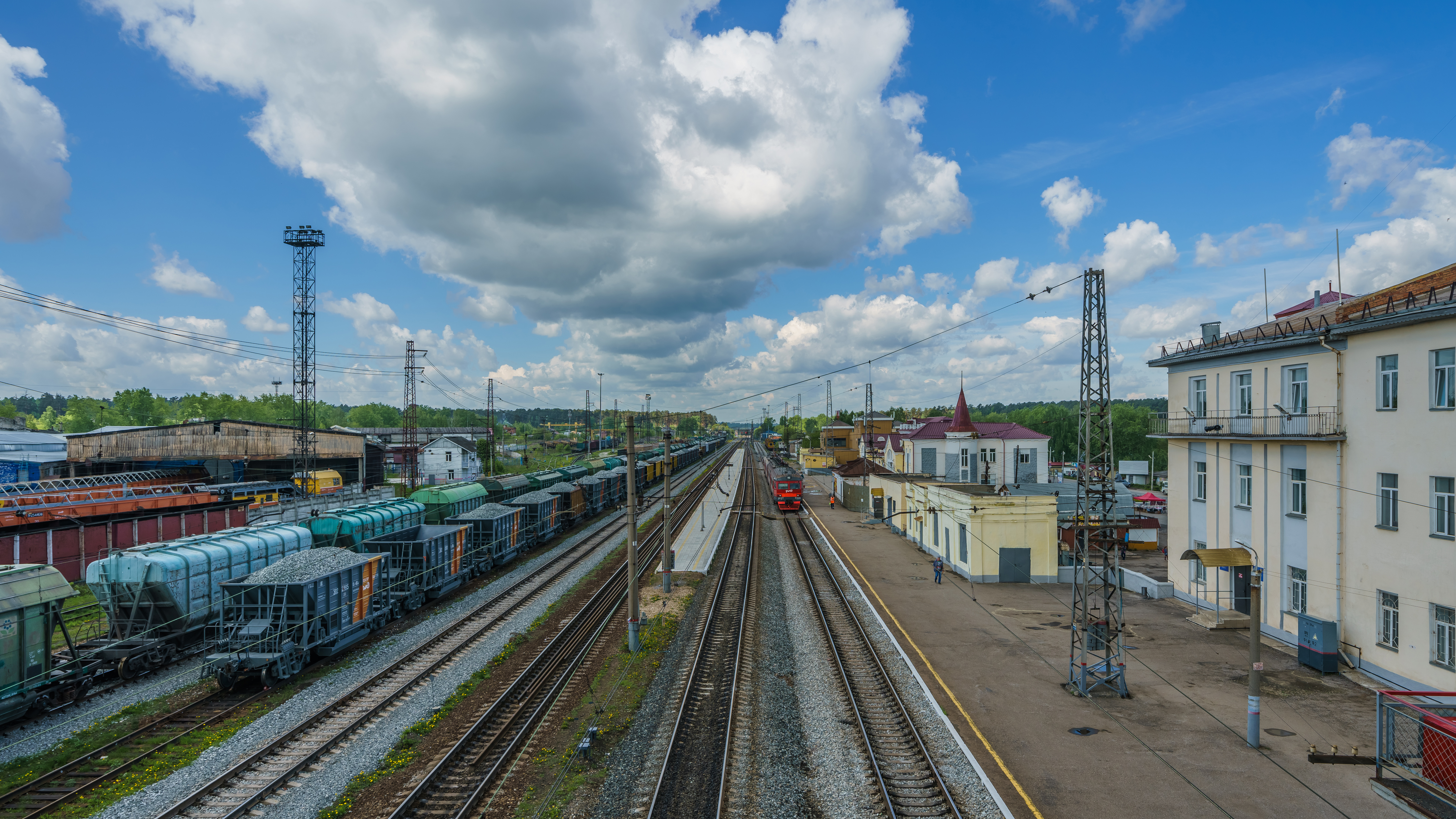
Zicht op een stoptrein en enkele goederentreinen bij station Kungur, een plaats ten zuiden van Perm, in Rusland, op 28 mei 2019

#### Wat
Bij de keuze voor een spoorwegsysteem gaat het om de keuze tussen bijvoorbeeld een hoofdspoorwegsysteem, een tramsysteem of een metrosysteem. Een hoofdspoorwegsysteem biedt ruimte aan verschillende soorten treinen, zoals stoptreinen, sneltreinen en goederentreinen. Een hoofdspoorwegsysteem is goed geschikt voor grote afstanden. Een tramsysteem is licht en eenvoudig van opzet, is relatief goedkoop en is goed in te passen in bestrating of juist daarnaast. Het kan gecombineerd worden met wegverkeer. De snelheid is vrij laag, de vervoerscapaciteit is behoorlijk groot. Een metrosysteem is een systeem met de grootste vervoercapaciteit. Om die grote vervoercapaciteit te bieden vergt het vrijliggende baan, in binnensteden meestal ondergronds. Om de capaciteit van een metrosysteem verder te vergroten is een verregaande standaardisatie nodig, een lijnennet zonder splitsingen (metro's rijden alleen heen en weer) en een vergaande automatisering van het bedrijf.
Mogelijke spoorwegsystemen zijn niet eenduidig in te delen een categorieën. Er is onderscheid mogelijk tussen sneltrams of pré-metro's, stadsspoorwegen en metro's. Sneltrams ofwel pré-metro's kunnen gezien worden als een tussenvorm tussen een tram en een metro. Een hoofdspoorwegnet voor hogesnelheidstreinen, of juist voor goederentreinen, kan ook gezien worden als een apart spoorwegsysteem.
Andere keuzes die op dit niveau worden genomen zijn het niveau van automatisering en de beveiliging, en de basiskeuze van het lijnennet.

#### Wie en wanneer
Deze keuzes zijn uiteindelijk aan de politiek. Ook de volksvertegenwoordiging (raad, parlement) heeft hier vaak een mening over. De parlementaire geschiedenis van de aanleg van de Hogesnelheidslijn is hier een voorbeeld van. De doorlooptijd van de keuze voor het spoorwegsysteem kan meerdere jaren duren. Het effect van deze keuzes beslaat een tijdspanne van vele tientallen jaren, vaak meer dan een eeuw.

#### Waarom
De keuze van het spoorwegsysteem heeft consequenties voor het materieeltype waarmee gereden gaat worden. Ook keuzes als de hoogte van perrons, de lengte van treinen en perrons, de mate waarin integratie met bijvoorbeeld wegverkeer nog acceptabel is, of overwegen acceptabel zijn, zijn keuzes die op dit niveau gemaakt worden.

### Ontwerp en aanleg spoorweginfrastructuur

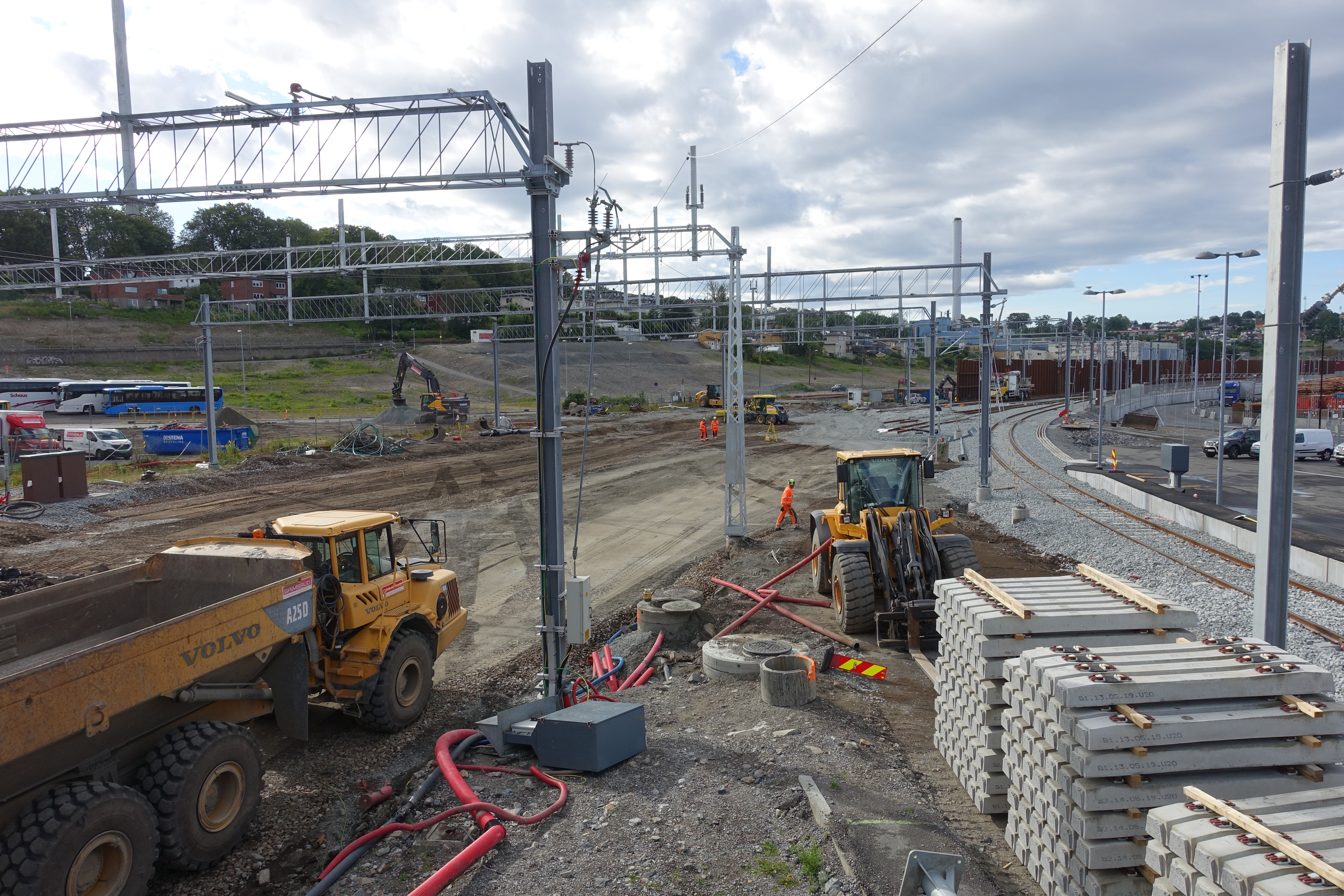
Verbouwing van het emplacement van station Moss in Noorwegen, nodig voor de bouw van een tunnel, 1 juli 2019

#### Wat
Bij ontwerp een aanleg van de spoorweginsfrastructuur kan het gaan om de aanleg van een lijnennet, een lijn, of de aanpassing van een lijn of een knooppunt. De keuze voor het al of niet aanleggen van bovenleiding en de keuze voor het niveau van de beveiliging ligt vaak op dit niveau, maar keuzes op het bovenliggende kunnen al een sterke invloed hebben op de keuze van automatisering, bovenleiding en beveiliging.

#### Wie en wanneer
De keuzes worden vaak gemaakt door politieke bestuurders (wethouders, ministers). Bij grote investeringen, zoals de aanleg van een nieuwe lijn of spoorweg, heeft ook de volksvertegenwoordiging zijn invloed. Het effect van deze keuzes is tientallen jaren merkbaar, vaak ook langer.

#### Waarom
De wens tot uitbreiding van de spoorweginfrastructuur ontstaat vaak als een spoorvervoerder bij een nieuwe dienstregeling gewenste extra treinen niet kan laten rijden omdat de spoorbeheerder geen capaciteit heeft om de trein te laten rijden. Het spoor is dan 'vol'. Er is een formele Europese procedure om te onderzoeken of het spoor overbelast is. De uitkomst van die procedure kan zijn dat de spoorbeheerder voor meer capaciteit moet zorgen. Soms kan dat door het bestaande spoor slimmer te gebruiken, soms is het verplaatsen van seinen een oplossing, soms moet er een extra spoor aangelegd worden.

### Dienstregeling maken

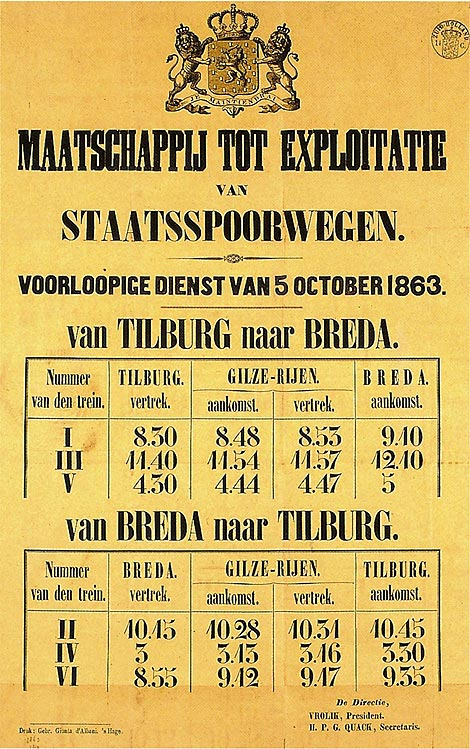
Een voorlopige dienstregeling van de Staatsspoorwegen uit 1863

#### Wat
Het maken van een dienstregeling bestaat niet alleen uit de rijschema's voor treinen. Ook het spoorwegmaterieel en het personeel op de trein, tram of metro moet ingepland worden. Er moet rekening gehouden worden met onderhoud van materieel, met de prestaties die het materieel kan leveren. Evenzeer moet rekening gehouden worden de beschikbaarheid van treinpersoneel, en de wijze waarop zij moeten reizen naar het begin- en eindpunt van hun dienst. Een ander belangrijk punt van aandacht is de stabiliteit van een dienstregeling. Zal een verstoring 'uitdempen', of juist uitgroeien tot een 'spoorverkeersinfarct'? Het belangrijkste is dat de dienstregeling het vervoeraanbod creëert. Het vervoeraanbod moet aansluiten op de vraag.
Een andere eis die aan een dienstregeling gesteld kan worden is dat hij conflictvrij is. Zonder verstoringen en zonder vertragingen die buiten de marge zijn moeten treinen conflictvrij hun weg kunnen afleggen. Andere keuzes die gemaakt kunnen worden zijn:
- Zijn er regelmatige intervallen tussen treindiensten?
- Is er een vast patroon in de treindiensten, dat zich -bijvoorbeeld- elk uur herhaalt?
- Geldt hetzelfde patroon in beide richtingen?
- Sluiten treindiensten op knooppunten op elkaar aan, zodat er goede overstapmogelijkheden zijn?

Vaak wordt een basisdienstregeling gemaakt die meerdere jaren gebruikt wordt. Een periodedienstregeling, zoals een dienstregeling voor een vakantieperiode, een zomer- of juist een winterseizoen van deze basisdienstregeling afgeleid. Vaak wordt de periodedienstregeling nog verder verfijnd, bijvoorbeeld dagelijks. Dan wordt besloten over de inzet van extra treinen, of voor maatregelen om het hoofd te bieden aan voorzienbare werkzaamheden aan de infrastructuur. In het schema hiernaast zijn twee niveaus voor het maken van de dienstregeling afgebeeld.

#### Wie en wanneer
Het maken van de dienstregeling is in handen van de spoorwegvervoerder. Bij het maken van een dienstregeling is de vervoerder vaak gehouden aan eisen van een vervoerconcessie, die door het politiek bestuur (wethouder, minister) is verleend.

#### Waarom
Als met de dienstregeling geen goed antwoord meer gegeven kan worden op de vraag, dan is sluiting van de spoor-, tram- of metrolijn aan de orde. Of juist de uitbreiding van de infrastructuur, of zelfs de overstap op een ander spoorwegsysteem.

### De spoorverkeersleiding

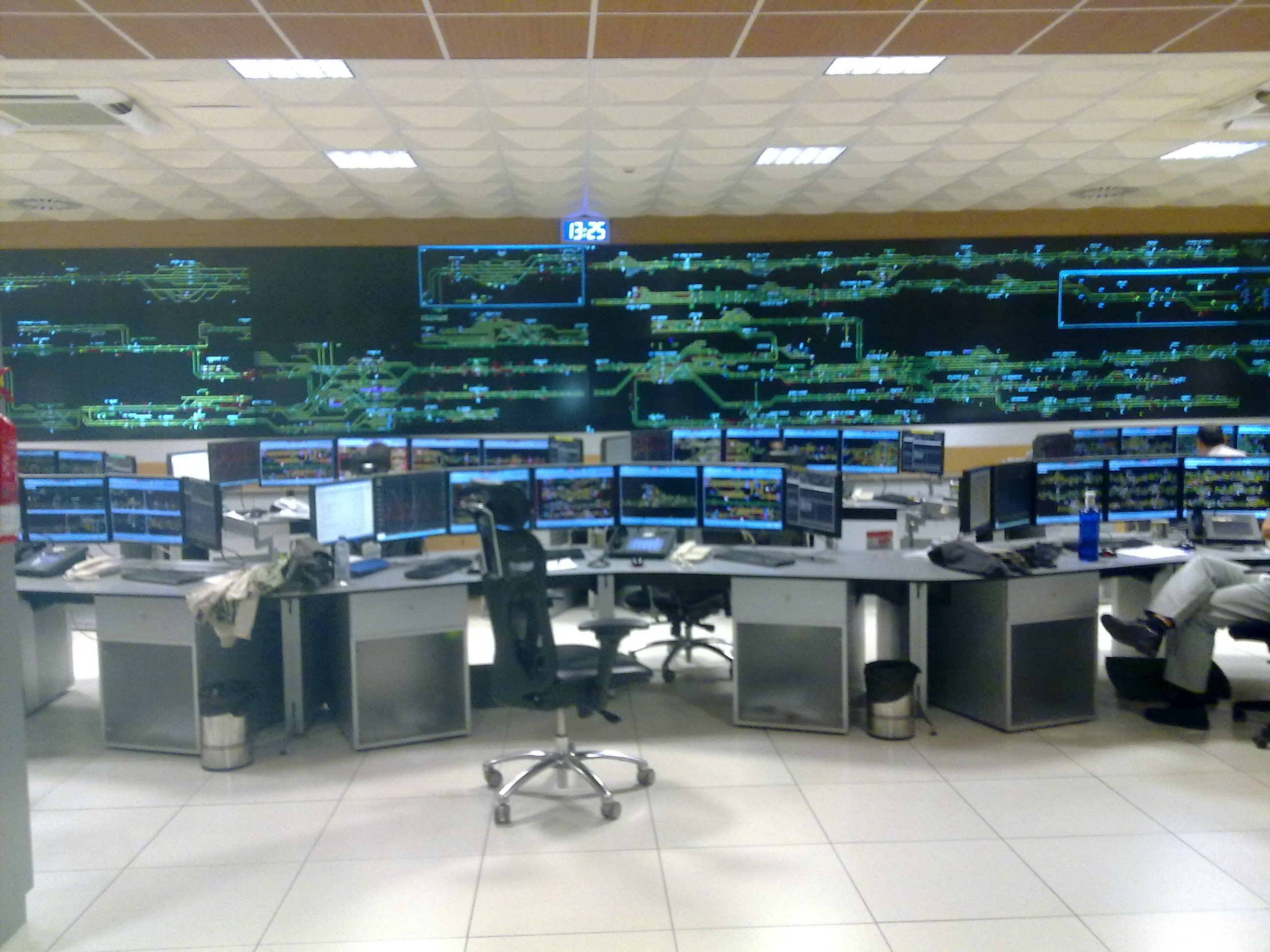
De seinzaal voor de spoorverkeersleiding voor het station Madrid-Chamartín in 2013

#### Wat
De spoorverkeersleiding voert de dienstregeling zoveel mogelijk volgens plan uit. In praktijk komen er veel verstoringen voor en het is de taak van de spoorverkeersleiding om die verstoringen op te vangen. Het kan gaan om het verwisselen van de volgorde van treinen wanneer een trein vertraagd is, of om het omzeilen van een spoor dat wegens onverwacht buiten gebruik is. Ook het op het laatste moment inleggen van extra treinen hoort hierbij, als een plotselinge vraag naar vervoer optreedt.

#### Wie en wanneer
De verkeersleiding kijkt enige uren vooruit.

#### Waarom
Bij terugkerende verstoringen kan dit erop duiden dat een dienstregeling niet goed is, waardoor treinen elkaar regelmatig in de weg zitten. Om verstoringen in de dienstregeling op te vangen kan het ook zijn dat extra infrastructuur nodig blijkt, zoals een extra spoor of extra wissels. 

### Rijwegen instellen

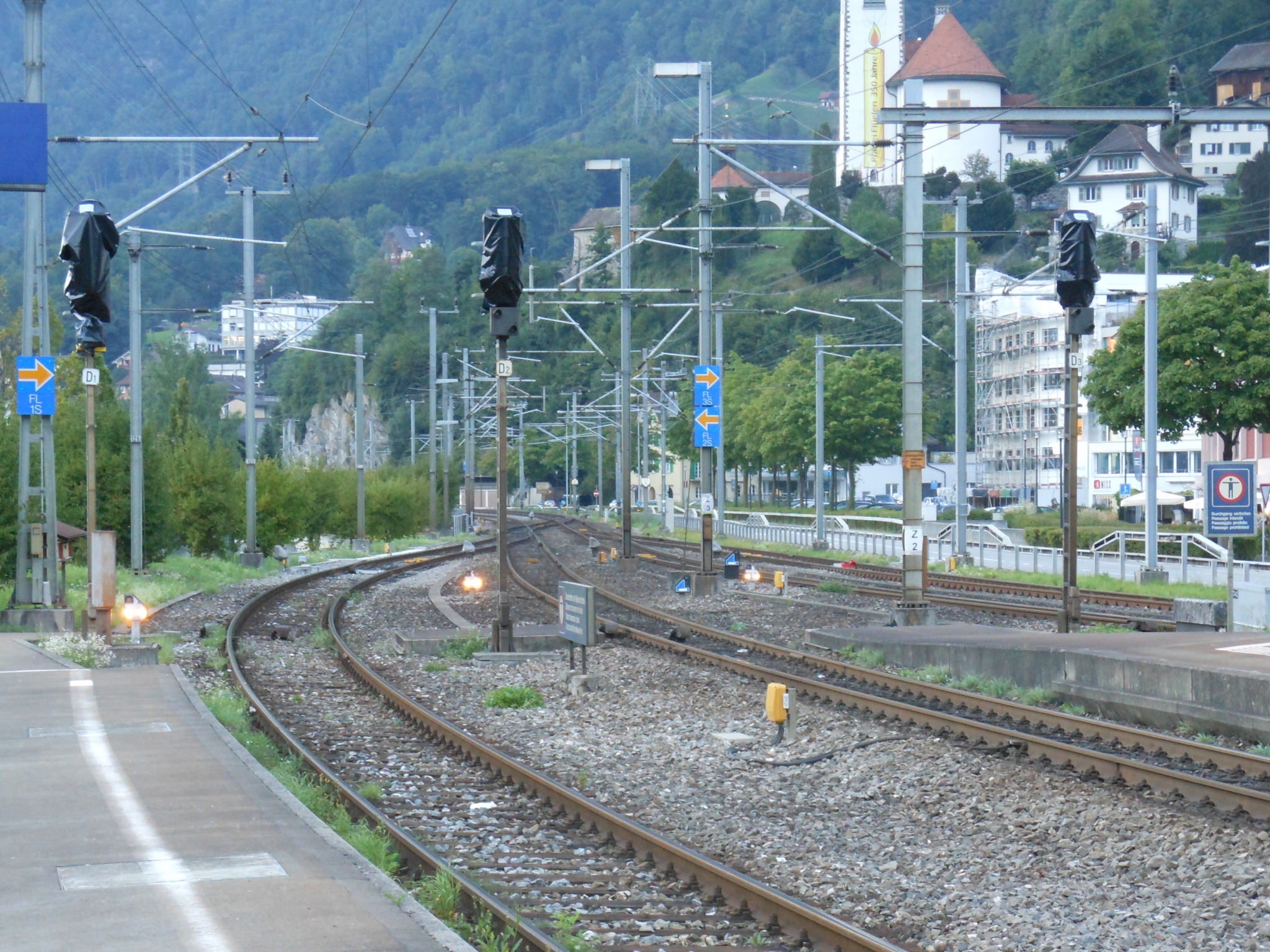
Borden, afgedekte seinen en wissels bij station Flüelen in Zwitserland

#### Wat
Bij het instellen van rijwegen wordt een deel van een spoor toegewezen aan een bepaalde trein. Deze trein is de enige trein die van die toewijzing gebruik kan maken.
Het beveiligen van deze rijwegen, het zeker stellen dat geen andere treinen geleid worden naar een spoor dat al voor aan een andere  trein is toegewezen, is de rijwegvergrendeling. Interlocking en stationsbeveiliging zijn andere woorden voor dit begrip.
Een derde functie van het instellen van rijwegen is de seingeving. Als een rijweg is ingesteld en beveiligd, dan moet de machinist weten dat hij de rijweg mag bereiden, tot waar de rijweg is ingesteld en voor welk punt hij dus moet stoppen, en hoe snel hij de rijweg mag berijden. Hij moet een rijtoestemming hebben. Bij volledig geautomatiseerde treinsystemen moet deze informatie naar de apparatuur van de automatische treinbesturing gestuurd worden. 
In de afbeelding hiernaast zijn de drie functies (rijweg instellen, rijweg beveiligen en het bedienen van seinen en wissels) opgesplitst.

#### Waarom
Ook belangrijk is dat bekend is waar treinen zich bevinden. Alleen dan kan op het juiste moment een rijweg voor een trein ingesteld worden. Het vaststellen van de positie van treinen, ofwel van de spoorbezetting vindt op dit niveau plaats.
Een ingestelde rijweg komt weer vrij als de trein gepasseerd is.

#### Wie en wanneer
Dit duurt gewoonlijk enige minuten, daarna is de infrastructuur weer beschikbaar voor het instellen van een nieuwe rijweg.

### Treinbesturing

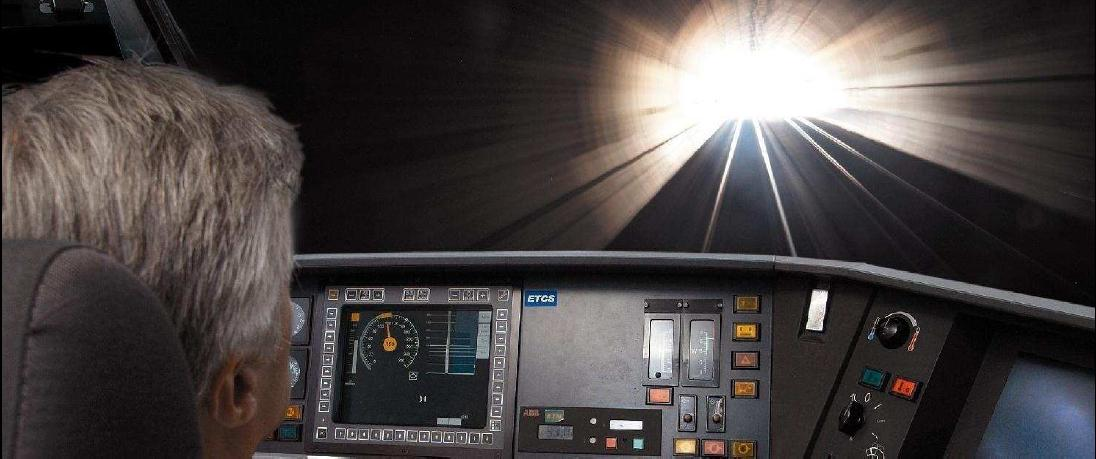
Blik over de schouder van een machinst die door de Lötschberg-basistunnel in Zwitserland rijdt

#### Wat
Bij treinbesturing gaat het om het laten rijden van de trein, het werk van de machinist of van de automatische treinbesturing. Bij treinbesturing kan onderscheid gemaakt worden tussen de beveiliging die bewaakt dat de trein met een zeer grote mate van zekerheid binnen de marges van de rijtoestemming blijft.

#### Wie en wanneer
De tijdspanne waarom het gaat ligt in de orde van seconden.

#### Waarom
Voor de uitvoering van de treindienst is het belangrijk dat de trein soepel doorrijdt en op de juiste plaats langs het perron stopt.

## De besturingsketen is een model
De hierboven geschetste besturingsketen is een model. De werkelijkkheid kan anders zijn. Een voorbeeld van een kleine afwijking is dat de positie van de trein soms  via apparatuur in de baan wordt vastgesteld, en soms door apparatuur in de trein. Een ander voorbeeld van een grotere afwijking is dat bij veel maatschappijen in Zwitserland eerst de dienstregeling wordt opgesteld, en aan de hand daarvan de infrastructuur wordt ontworpen.

### Besturing en beveiliging
Het besturen van de treindienst aan de hand van dit ketenmodel maakt duidelijk wat het verschil is tussen besturing en beveiliging. De beveiliging spitst zich toe op een aantal punten. Ten eerste moeten de ingestelde rijwegen veilig zijn, er moet zekerheid zijn dat een rijweg uitsluitend voor één trein beschikbaar is. Ten tweede moet zeker zijn dat de beweging van de trein binnen de rijtoestemming blijft. Een trein mag niet sneller dan de toestemming, en hij mag niet verder dan de toestemming. Alle overige onderdelen van de besturingsketen zijn besturing.

## Optimaliseren van de treindienst
Het optimaliseren van de treindienst bestaat meestal uit het versnellen van treinen en/of het vergroten van de capaciteit. Op basis van dit schema kan beredeneerd worden dat in beide gevallen alle elementen van de besturingsketen belangrijk kunnen zijn. Voor het vergroten van de capaciteit zijn vrijwel altijd maatregelen nodig voor de cluster dienstregeling maken en de clusters daaronder.

### European Rail Traffic Management System
Het European Rail Traffic Management System (ERMTS) omvat zowel elementen van besturing als van beveiliging. Het doorgeven van de rijtoestemming is een besturingsfunctie, de bewaking dat de grenzen van de rijtoestemming niet overschreden worden is een beveiligingsfunctie.
Uit dit schema wordt ook duidelijk dat het ERTMS maar een klein deel van de treinbesturing omvat. Het invoeren van ERTMS is vooral een beveiligingsmaatregel. Voor het vergroten van de capaciteit of de snelheid van treinen kan het invoeren van alleen het ERTMS weinig effectief.

### Communications Based Train Control
Het Communications-Based Train Control (CBTC), een veel gebruikt systeem bij metro's, omvat veel meer dan het ERTMS. CBTC-systemen omvatten het cluster spoorverkeersleiding en de clusters daaronder, tot en met treinbesturing. Samen met het maken van een nauwkeurige(r) dienstregeling is invoering van het CBTC effectief om de treindienst te versnellen of de capaciteit te vergroten. Om echt het onderste uit de kan te halen bij het vergroten van de capaciteit moet ook het spoorwegmaterieel en de stationsvoorzieningen optimaal op elkaar afgestemd worden, en moeten de treinen allemaal de zelfde versnelling en vertraging hebben, en bij voorkeur dezelfde zitplaatscapaciteit.